# Madhepura
Madhepura è una suddivisione dell'India, classificata come municipality, di 45.015 abitanti, capoluogo del distretto di Madhepura, nello stato federato del Bihar. In base al numero di abitanti la città rientra nella classe III (da 20.000 a 49.999 persone).

## Geografia fisica
La città è situata a 25° 55' 0 N e 86° 46' 60 E e ha un'altitudine di 41 m s.l.m..

## Società

### Evoluzione demografica
Al censimento del 2001 la popolazione di Madhepura assommava a 45.015 persone, delle quali 24.813 maschi e 20.202 femmine. I bambini di età inferiore o uguale ai sei anni assommavano a 6.861, dei quali 3.624 maschi e 3.237 femmine. Infine, coloro che erano in grado di saper almeno leggere e scrivere erano 27.864, dei quali 17.565 maschi e 10.299 femmine.